# Aripuanã (kommun)
Aripuanã är en kommun i Brasilien.   Den ligger i delstaten Mato Grosso, i den centrala delen av landet, 1 400 km väster om huvudstaden Brasília. Antalet invånare är 18 581.
Omgivningarna runt Aripuanã är en mosaik av jordbruksmark och naturlig växtlighet. Trakten runt Aripuanã är nära nog obefolkad, med mindre än två invånare per kvadratkilometer.